# 生物炭

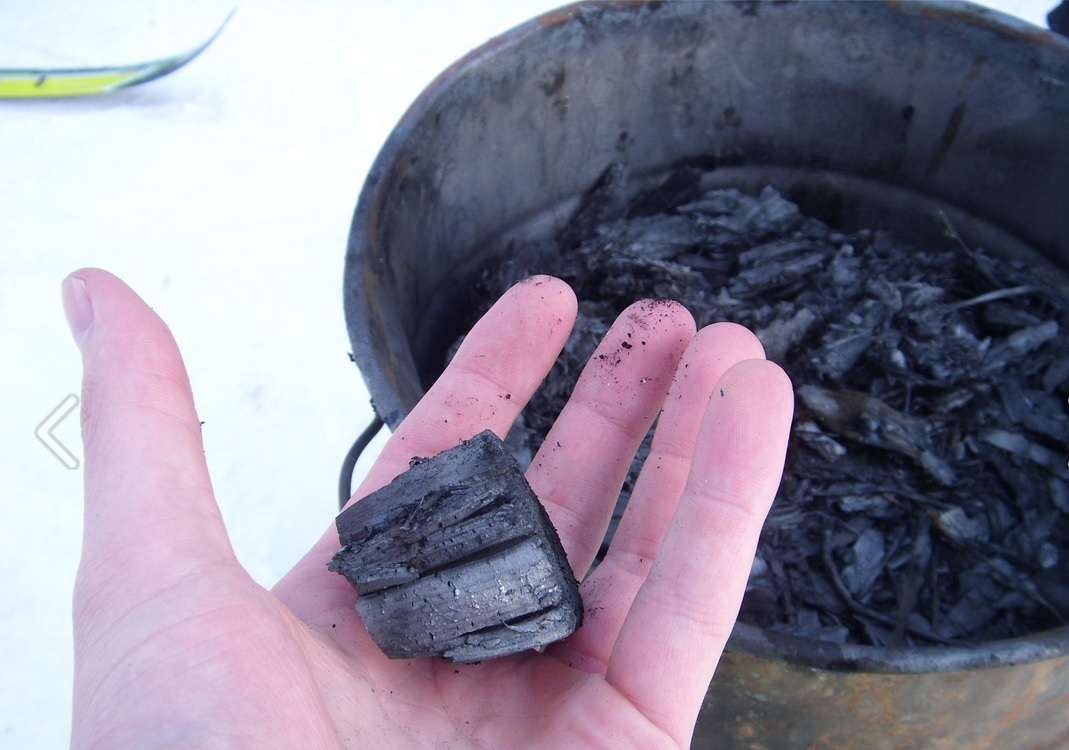
通過熱裂解過程產生的生物炭。

生物炭（英語：Biochar）有別於一般用於燃料之傳統木炭，是一種作為農業土壤改良劑的木炭以及碳收集及儲存使用，農業上使用幫助植物生長，但對土壤團粒化沒有影響。
生物炭主要用於土壤中，以增加土壤通氣性，減少土壤溫室氣體排放，減少養分淋失，降低土壤酸度，並可能增加粗土壤的含水量。施用生物炭可以提高土壤肥力和農業生產力。.然而，當過量使用或使用不適合土壤類型的原料製成時，生物炭土壤改良劑也有可能產生負面影響，包括損害土壤生物群，降低可用水含量，改變土壤 pH 值和增加鹽度。
除了土壤應用之外，生物炭還可用於刀耕火種、土壤保水以及作為動物飼料的添加劑。人們越來越關註生物炭在緩解全球氣候變遷中的潛在作用。由於其耐火穩定性，生物炭可以在土壤或其他環境中停留數千年。這產生了生物炭碳去除的概念，即以生物炭形式封存碳的過程。將高品質的生物炭施用於土壤，或作為替代材料添加到混凝土和焦油等建築材料中，可以實現碳去除。
跟木炭一樣，生物炭是用生物質能原料（例如木材、樹葉或枯死的植物），經熱裂解之後的產物。其主要的成份是碳分子，因為以無氧或極少氧方式經高溫加熱產生，在製造過程中，不會像平常燃燒有機物一般，釋放出大量的甲烷和二氧化碳。因為對亞馬遜黑土的研究，讓科學家開始對生物炭發生興趣。在日本，在農業上使用生物炭也有長久的歷史。
近年因為排放二氧化碳、一氧化二氮及甲烷等溫室氣體造成氣候變遷影響，讓科學家開始重視生物炭之運用，因為它有助於藉由生物炭封存的方式，捕捉與清除大氣中的溫室氣體，將它轉化成非常穩定的形式，並儲存在土壤中達數千年之久。
此外，使用生物炭，可以增加20%的農業生產力、淨化水質，並有助於減少化學肥料的使用。

## 参見
- 亞馬遜黑土
- 活性碳
- 颗粒燃料
- 農業碳（英语：Agrichar）

## 外部連結
- （英文）International Biochar Initiative （页面存档备份，存于）
- （英文）Biochar Fund（使用生物炭來解決糧食安全、森林破壞、地力衰竭、能源匱乏與氣候變遷之非營利組織）
- （英文）.   [2011-04-17]. （原始内容存档于2020-11-01）.
- （英文）Biochar Carbon Sequestration - Home （页面存档备份，存于）